# Sydney Herbert Wilson
Pour les articles homonymes, voir Wilson.
Sydney Herbert Wilson, né vers 1886 et mort à Savusavu en novembre 1971, est un agriculteur et homme politique fidjien.

## Biographie
Propriétaire de deux plantations à proximité de Savusavu, il est le fondateur et président du club des propriétaires de plantations de la ville. Les Fidji sont alors une colonie britannique, et S.H. Wilson est membre du Conseil législatif de la colonie de 1947 à 1950, nommé à cette fonction comme représentant euro-fidjien par le gouverneur Sir Brian Freeston. Il obtient du gouvernement la construction d'un quai à Savusavu. En 1951 il est fait membre de l'ordre de l'Empire britannique.
Il meurt en 1971, l'année qui suit l'indépendance des Fidji, à l'âge de 85 ans.